# Soutěžní pořad

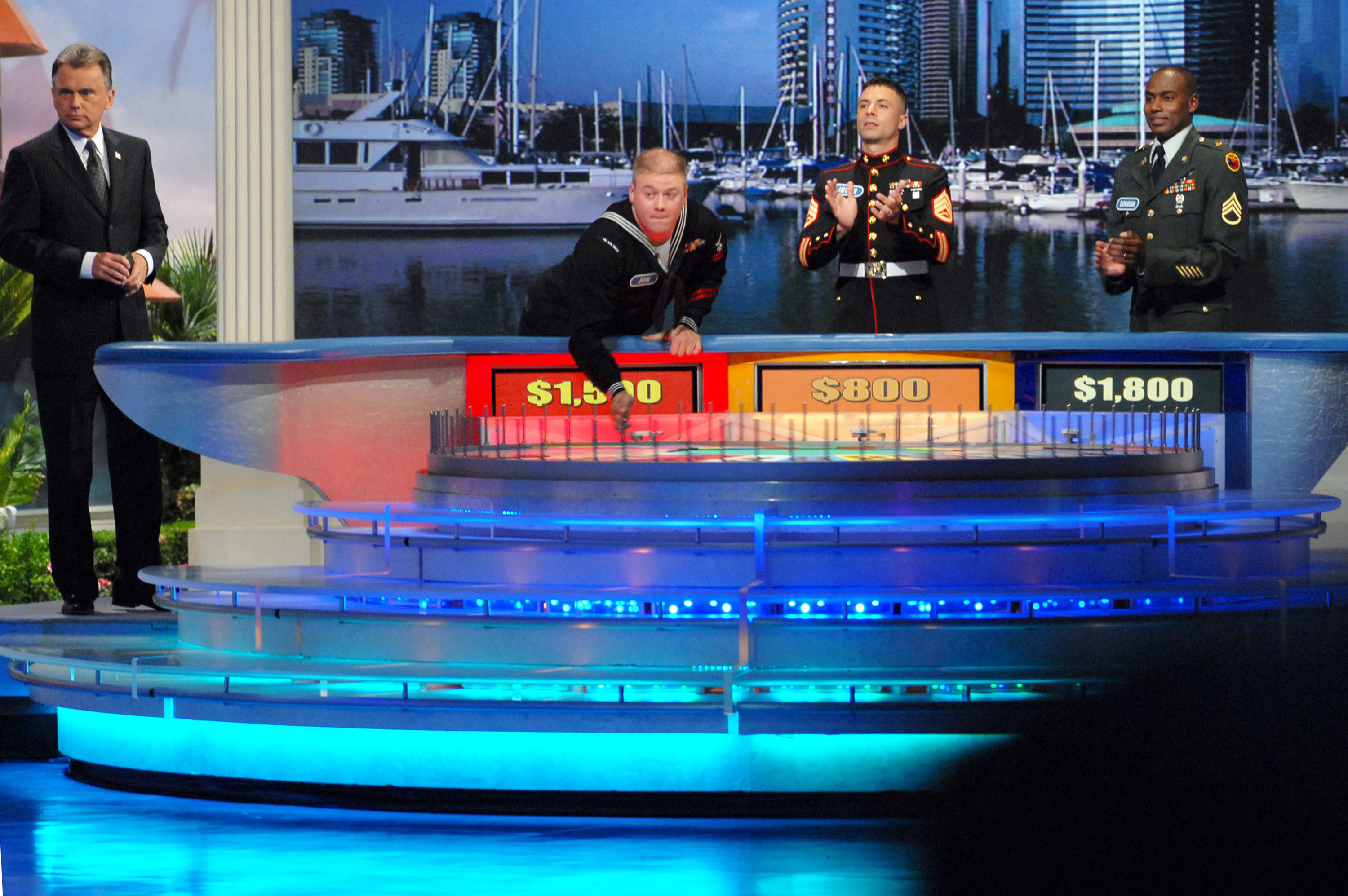
Americký soutěžní pořad Wheel of Fortune (v Česku v 90. letech znám jako Kolotoč).

Soutěžní pořad je zábavný televizní nebo rozhlasový formát, kde soutěžící většinou hrají o ceny (výhry) nebo peníze, přičemž soutěží v různých disciplínách – vědomostních, ale i jiných. V dějinách televizní zábavy má významné postavení. V základní podobě soutěží obyčejní lidé, kteří se do hry přihlásí (existují ale i variace, kde soutěží celebrity, nebo celebrity s obyčejnými lidmi). 

## Vývoj žánru
Za první televizní soutěž bývá označován pořad britské BBC Spelling Bee z roku 1938 (původně šlo o rozhlasový pořad, který byl převeden do televize, kde se dočkal čtyř pokračování). V americké televizi sehrál průkopnickou roli CBS Television Quiz vysílaný od roku 1941. Za zlatou éru soutěžních pořadů a televizních kvízů bývají označována 50. léta 20. století, kdy řada těchto pořadů běžela v hlavním vysílacím čase (např. Twenty-One a The $64,000 Question). Na konci 50. let v USA však propukl tzv. kvízový skandál, kdy se provalilo, že výsledky z různých důvodů manipulují producenti soutěží (o skandálu pojednává i film Quiz Show režiséra Roberta Redforda z roku 1994) a popularita těchto pořadů poklesla. (V Československu naopak tyto soutěže jako Deset stupňů ke zlaté začaly být v 60. letech populární). 
Skandál v USA přežily bez úhony jen soutěže, v nichž obyčejní lidé hádali cenu zboží (zejm. The Price Is Right na CBS) a tzv. panelové show jako What's My Line? na CBS, kde celebrity odpovídaly na otázky a soutěžící měli uhádnout, zda správně nebo ne (tento formát v 80. letech v Československu využil pořad Videostop). Tyto formáty pak kralovaly 60. letům (např. Hollywood Squares, pořad NBC z roku 1965). V roce 1964 se NBC opatrně pokusila vrátit do hry klasický vědomostní formát pod názvem Jeopardy! (v 90. letech ho využila v Česku TV Nova v pořadech Risk a Riskuj!). 60. léta přinesla i nový druh soutěžní show, kdy novomanželé soutěžili ve znalostech o svém partnerovi, zejm. The Newlywed Game na ABC). (V Československu 80. let se princip soutěžících manželů pokusil použít pořad Manželský pětiboj).
V 70. letech zaplavily americké televize různé verze tzv. pyramidové show, kdy soutěžící je spárován s jednou celebritou. Jeden se snaží uhodnout slovo, které druhý zná a snaží se ho spoluhráči napovědět (v českém prostředí se formát neobjevil, ale český divák ho zná z jednoho z dílů sitcomu Přátelé, kde v této hře soutěží postava Joyiho). Nejslavnějším moderátorem toho druhu soutěží v Americe byl Dick Clark. V 70. letech se vrátily i klasické vědomostní soutěže, dokonce se stejným moderátorem jako v 50. letech, Jackem Barrym (The Joker's Wild), přičemž férovost měl hlídat mechanický generátor náhodných otázek. 70. léta přinesla i soutěž, kde soutěžící hádal slova a fráze podobně jako v dětské hře Šibenice, slavnou se stala zejména soutěž Wheel of Fortune. (TV Nova v 90. letech formát využila pro svůj Kolotoč). 
V průběhu 80. let popularita soutěží poklesla. Z klasických se udržely jen Jeopardy a Wheel of Fortune. Nových pořadů bylo málo, např. Press Your Luck kombinoval vědomostní soutěž s úkolem vyhrát nakonec cenu ve videohře (i tento princip byl částečně užit v českém Videostopu). Jiná oživení spočívala většinou v zakomponování nějakého prvku náhody, štěstí, nevypočitatelnosti. Mělo to poměrně rutinní vysílání oživit, ale marně. Na začátku let devadesátých přišla hluboká krize žánru a soutěžní pořady ztratily své pevné místo ve vysílání řady televizí. Divák už „levný pořad“ se stále stejným formátem každý den (jak bývalo v amerických televizích obvyklé) odmítal. 
Oživení přišlo z britských ostrovů. „Nová vlna“ započala roku 1998 soutěží Who Wants to Be a Millionaire? (v Česku licenci koupila TV Nova a vysílala pod názvem Chcete být milionářem?). Nultá léta do soutěží zapojila prvek Reality show (Survivor, Big brother) a přišla též vlna talentových soutěží (American Idol, X Factor). Oba typy pořadu spojil princip hlasování diváků o vítězi za pomoci krátkých textových zpráv mobilních telefonů.